# 史蒂華維爾 (勞德代爾縣)
史蒂華維爾（英語：Stewartville）是一個位於美國阿拉巴馬州勞德代爾縣的非建制地區。該地的面積和人口皆未知。

## 地理
史蒂華維爾的座標為34°56′53″N 87°52′08″W / 34.94806°N 87.86889°W，而該地的平均海拔高度為217米（即712英尺）。